# Anthrax jazykovi
Anthrax jazykovi är en tvåvingeart som beskrevs av Zakhvatkin 1934. Anthrax jazykovi ingår i släktet Anthrax och familjen svävflugor. Inga underarter finns listade i Catalogue of Life.